# Landing Craft Assault
Landing Craft Assault (LCA) – brytyjska szturmowa barka desantowa (kuter desantowy) piechoty używana podczas II wojny światowej. Jej podstawowym celem było  przewożenie żołnierzy ze statków transportowych na brzeg. Jednostka wywodzi się od prototypu zaprojektowanego w John I. Thornycroft Ltd. z Woolston w Wielkiej Brytanii. W czasie wojny była produkowana w całej Wielkiej Brytanii, w miejscach tak różnych jak małe warsztaty szkutnicze i manufaktury mebli. Poszczególne serie różniły się detalami.
Zazwyczaj wykonana była z twardego drewna i obita pancerzem. Barka miała czteroosobową załogę i mogła przewozić na brzeg z prędkością  7 węzłów 31-osobowy pluton i dodatkowo jeszcze pięciu żołnierzy lub 360 kg wyposażenia. Generalnie  żołnierze wchodzili po trapie z transportowca, gdy barka jeszcze wisiała na jego żurawikach. Gdy LCA była załadowana, opuszczano ją do wody. Żołnierze opuszczali barkę przez rampę z przodu.
LCA była wykorzystywana przez Brytyjczyków i narody Brytyjskiej Wspólnoty Narodów do desantów podczas II wojny światowej.  To także najmniejsza jednostka zapisana w rejestrze Royal Navy. Przed lipcem 1942, jednostkę nazywano "Assault Landing Craft" (ALC), a później "Landing Craft; Assault" (LCA) zgodnie z nomenklaturą amerykańsko-brytyjską. W latach 1940–44 powstało ich 2030.
Zaletami barki były: wytrzymały kadłub, ładowność, niska sylwetka, małe zanurzenie i ciche silniki. Jej lekki pancerz chronił przed kulami karabinowymi i odłamkami o podobnej energii. Używana podczas wojny na Atlantyku, Morzu Śródziemnym i Oceanie Indyjskim do transportu brytyjskich komandosów, United States Army Rangers i innych jednostek sił specjalnych.

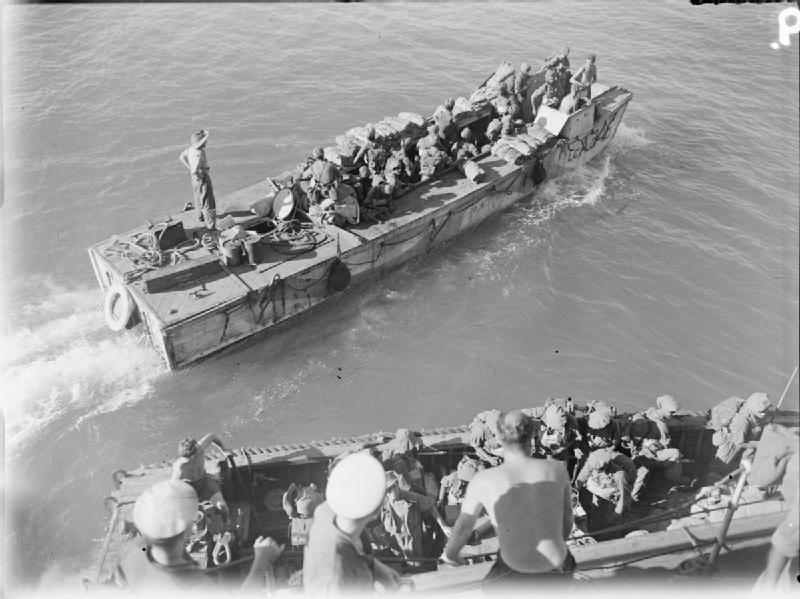
Dwie LCA z hinduskimi żołnierzami
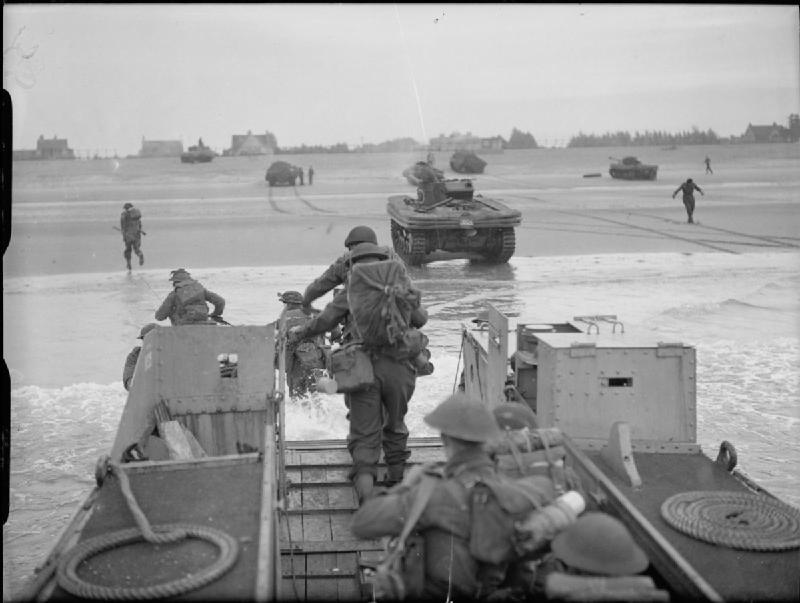
Żołnierze opuszczają LCA. Po prawej z przodu stanowisko sternika, po lewej osłona dla strzelca
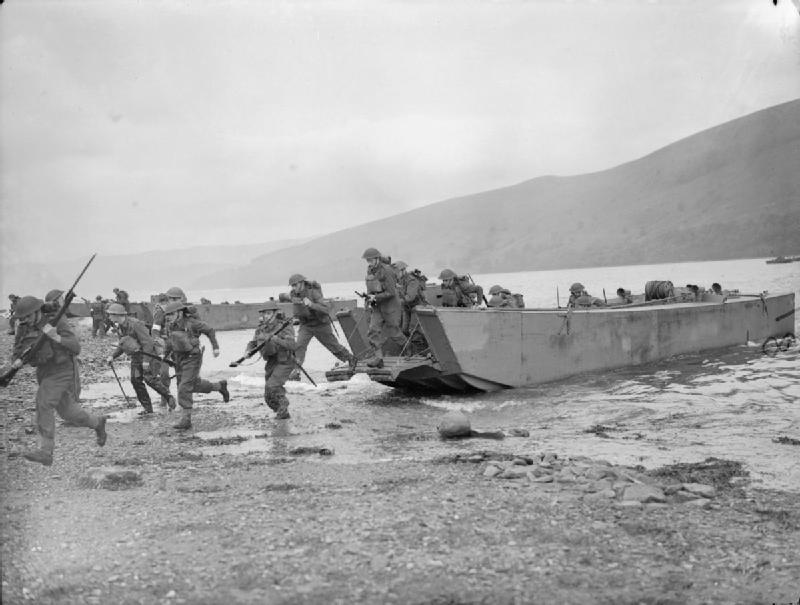
Żołnierze opuszczają LCA. Widoczna rampa z charakterystycznymi rolkami
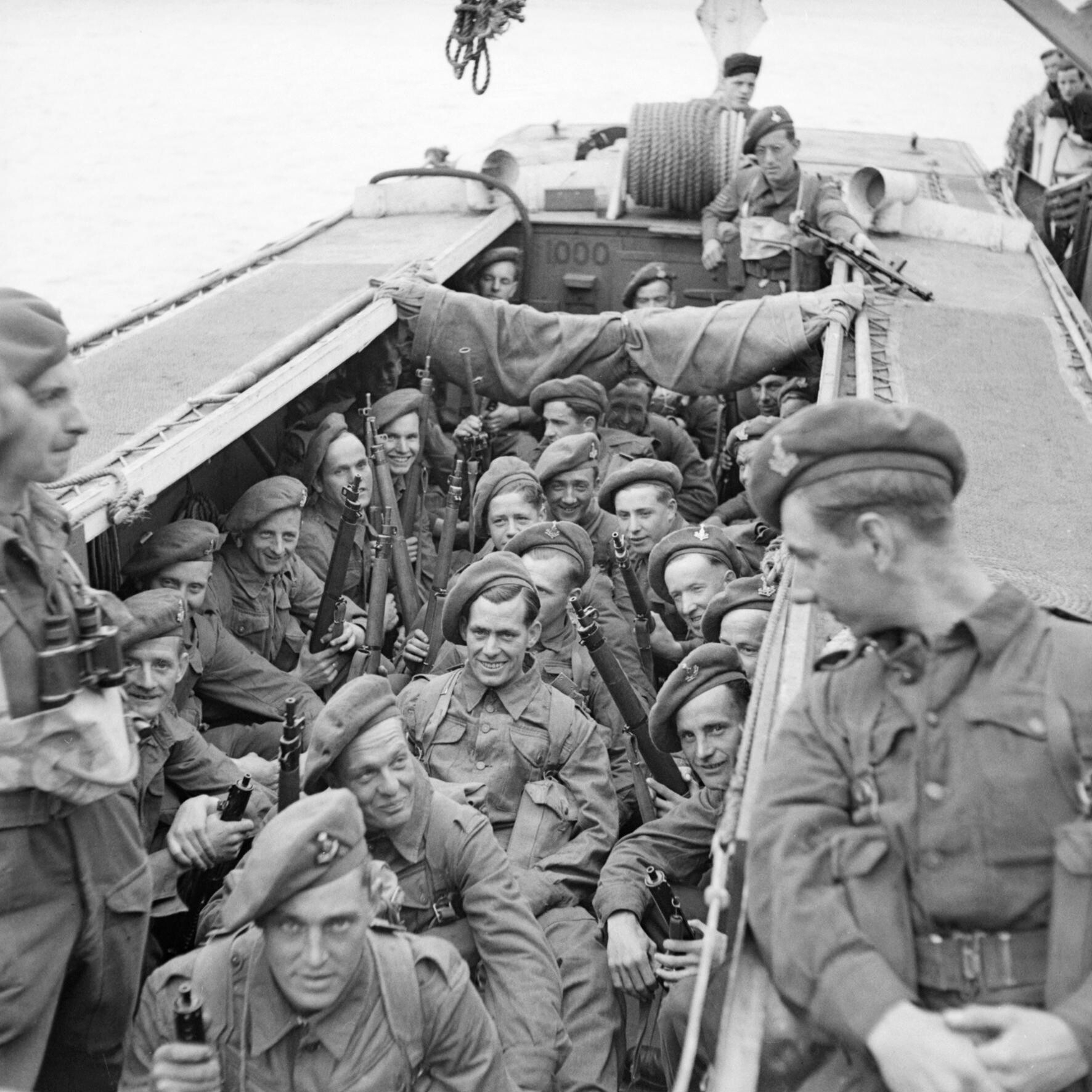
Na pokładzie LCA